# Luna (La Union)
Luna è una municipalità di quarta classe delle Filippine, situata nella Provincia di La Union, nella Regione di Ilocos.
Luna è formata da 40 baranggay:
- Alcala (Pob.)
- Ayaoan
- Barangobong
- Barrientos
- Bungro
- Buselbusel
- Cabalitocan
- Cantoria No. 1
- Cantoria No. 2
- Cantoria No. 3
- Cantoria No. 4
- Carisquis
- Darigayos
- Magallanes (Pob.)
- Magsiping
- Mamay
- Nagrebcan
- Nalvo Norte
- Nalvo Sur
- Napaset
- Oaqui No. 1
- Oaqui No. 2
- Oaqui No. 3
- Oaqui No. 4
- Pila
- Pitpitac
- Rimos No. 1
- Rimos No. 2
- Rimos No. 3
- Rimos No. 4
- Rimos No. 5
- Rissing
- Salcedo (Pob.)
- Santo Domingo Norte
- Santo Domingo Sur
- Sucoc Norte
- Sucoc Sur
- Suyo
- Tallaoen
- Victoria (Pob.)